# نادژدن
نادژدن (به بلغاری: Nadezhden) یک منطقهٔ مسکونی در بلغارستان است که در استان خاسکوو واقع شده‌است.